# Kîtaihorod, Oleksandrivka
Kîtaihorod (în ucraineană Китайгород) este un sat în așezarea urbană Oleksandrivka din regiunea Kirovohrad, Ucraina.

## Demografie
Componența lingvistică a localității Kîtaihorod
     Ucraineană (99,17%)
     Alte limbi (0,83%)
Conform recensământului din 2001, majoritatea populației localității Kîtaihorod era vorbitoare de ucraineană (99,17%), existând în minoritate și vorbitori de alte limbi.